# Gustav Adolph Michaelis

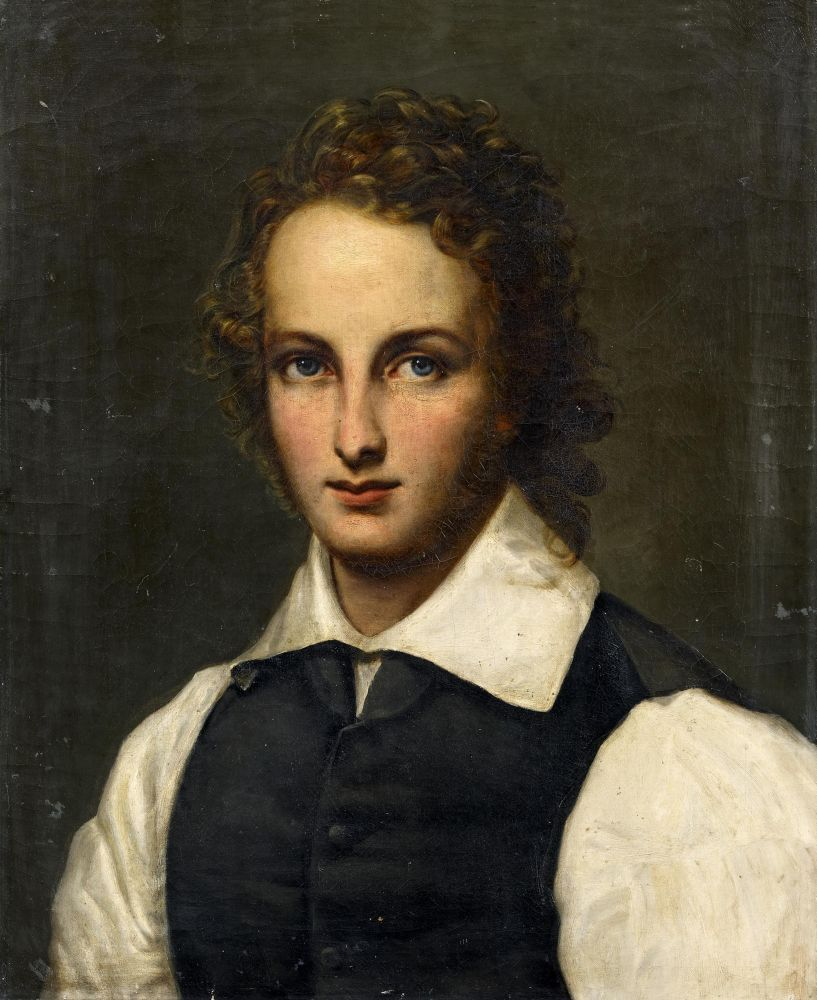
Porträt Michaelis’ von Karl Christian Aubel 1821/22

Gustav Adolph Michaelis, auch Gustav Adolf Michaelis (* 9. Juli 1798 in Harburg; † 8. August 1848 in Lehrte) war ein deutscher Arzt und Geburtshelfer. Er war der Vater des Archäologen Adolf Michaelis (1835–1910).

## Herkunft
Michaelis entstammte einer Gelehrten- und Ärztefamilie. Sein Großvater, Johann David Michaelis (1717–1791), war Professor für Theologie und Orientalistik an der Universität Göttingen. Der Vater, Gottfried Philipp Michaelis (1768–1811), war praktischer Arzt und Geburtshelfer in Harburg und machte 1809 mit der Idee einer prophylaktischen Gebärmutterentfernung bei Schnittentbindungen auf sich aufmerksam, die 1876 von Edouardo Porro (1842–1902) in Padua umgesetzt wurde. Seine Tante Caroline Schelling, geborene Michaelis (1763–1809) war Schriftstellerin.

## Leben und Wirken
Nach dem frühen Tod seines Vaters 1811 wurde der 13-jährige Gustav Adolph von seiner Tante Luise, geb. Michaelis, und deren Ehemann Christian Rudolf Wilhelm Wiedemann aufgenommen. Dieser war Medizinprofessor und erster Direktor der Kieler Hebammenlehranstalt. Er besuchte ein Kieler Gymnasium und begann im Frühjahr 1817 ein Studium der Medizin in Göttingen. Die dortige Medizinische Fakultät stand unter dem Einfluss des Chirurgen Konrad J. M. Langenbeck. Geburtshilfe wurde von Friedrich Benjamin Osiander gelehrt. Durch Wiedemann war Michaelis bereits mit den Gedankengängen der Wiener Schule vertraut, die unter Johann Lukas Boër eine konservative Geburtshilfe lehrte. Im Gegensatz dazu vertrat Osiander eine interventionelle Geburtsmedizin. So wurden in seiner Abteilung 40 % der Geburten vaginal-operativ mit der Zange beendet. Michaelis verschrieb sich nicht kategorisch einer der Schulen, sondern lernte von beiden. Neben dem Medizinstudium befasste sich Michaelis mit Literatur, Kunst, Mathematik und Naturwissenschaften.
Nach seiner Promotion kehrte er am 25. Juli 1820 nach Kiel zurück. Im Sommer 1821 reiste er zusammen mit Justus Olshausen, Victor Aimé Huber und Heinrich Splitter zur Erweiterung seiner medizinischen Kenntnisse für ein Jahr nach Paris. Auf der Rückreise wurde er in Heidelberg auf die Arbeiten von Franz Karl Naegele zum weiblichen Becken in der Geburtsmedizin aufmerksam. Michaelis hatte die Absicht, sich in Schleswig-Holstein niederzulassen, wofür er als „Ausländer“ sein Examen und die Doktorprüfung wiederholen musste. Er ging an die Auswertung seiner in Paris gemachten Beobachtung über Zellgewebsverhärtung der Neugeborenen und konnte sich am 23. Oktober 1823 mit der Schrift De induratione telae cellulosae recens natorum habilitieren. Als Deutschem blieb ihm trotz seiner frühen Habilitation eine Professur im damals dänischen Kiel vorerst versagt.
1828 heiratete Michaelis Julie Jahn, die Schwester des Archäologen Otto Jahn. Zunächst musste Michaelis das Hauptgewicht seiner ärztlichen Tätigkeit auf den Ausbau einer eigenen Praxis legen, weil die Deutsche Kanzlei in Kopenhagen nicht bereit war, ihn als Assistenten Wiedemanns zu bestätigen. Diese Bestätigung erfolgte erst im Jahre 1830, nachdem er bereits einige Jahre seinem Onkel geholfen hatte. Ab 1836 leitete weitgehend er die Geschäfte der Hebammenlehranstalt.
1836 erlangte er den Status eines Physikus für Kiel, Bordesholm und Kronshagen und avancierte schließlich zum außerordentlichen Professor ohne Besoldung. 1838 wurde er in die Deutsche Akademie der Naturforscher Leopoldina aufgenommen. Mit dem Tode Wiedemanns am 21. Dezember 1840 führte er die Anstalt zunächst interimistisch. Erst eine Bittschrift seiner Studenten an den dänischen König konnte die Ernennung zum Vorsteher des Gebärhauses und Oberlehrers der Hebammenanstalt durchsetzen. Die Ernennung dazu erfolgte am 28. August 1841, allerdings blieb die ordentliche Professur aus.
Nach ausgedehnten Studien zur Form des weiblichen Beckens beschrieb er die Michaelissche Raute. Seine prominenteste Patientin mit einem rachitisch verformten Becken war Frau Adametz aus Wilster, bei der er 1836 den vierten Kaiserschnitt von insgesamt sieben Schnittentbindungen ausführte.
Als 1847 durch Puerperalfieber (Kindbettfieber) dreizehn Wöchnerinnen in weniger als sechs Wochen starben, schloss er die Anstalt in Kiel und beschloss, eine neue aufzubauen. Michaelis war einer der wenigen Geburtshelfer seiner Zeit, der die Richtigkeit der Erkenntnisse Semmelweis’ erkannte, und damit auch, dass er durch Missachtung der Hygiene den Tod vieler Frauen, auch den seiner Cousine, mitverursacht hatte. Er stürzte daraufhin in eine tiefe seelische Krise und nahm sich am 8. August 1848 in Lehrte das Leben.
Nach seinem Tode übernahm Carl Conrad Theodor Litzmann die Leitung der Klinik.

## Familie
Gustav Adolph Michaelis und seine Frau Julie geborene Jahn (1806–1892) hatten vier Kinder:
- Emma Michaelis (1829–1881), verheiratet mit dem Historiker Johann Gustav Droysen.
- Sophie Michaelis (1833–1882), verheiratet mit dem Gynäkologen Hermann Schwartz.
- Adolf Michaelis (1835–1910), Archäologe.
- Ida Michaelis (1837–1915), verheiratet mit dem Archäologen Eugen Petersen (1836–1919).

## Schriften (Auswahl)
- Über das Leuchten der Ostsee, nach eigenen Beobachtungen nebst einigen Bemerkungen über diese Erscheinung in anderen Meeren. Perthes und Besser, Hamburg 1830. (Google Books)
- Das enge Becken nach eigenen Beobachtungen und Untersuchungen. Wigand, Leipzig 1851.
- Über die Retina, besonders über die Macula lutea und das Foramen centrale. In: Nova acta. Verhandlungen der Kaiserlichen-Leopoldisch-Carolinischen Akademie der Naturforscher. Band 19, 2. Abteilung, 1842.
- Kaiserschnitt, unglücklich für Mutter und Kind. In: Mittheilungen aus dem Gebiete der Medicin, Chirurgie und Pharmacie. Band 2, 1833, S. 111–124.
- Abhandlungen aus dem Gebiete der Geburtshülfe. Kiel 1833.
- Merkwürdiger Fall von einem zum vierten Male bei derselben Frau mit glücklichem Erfolge vorgenommenen Kaiserschnitte. In: Mittheilungen aus dem Gebiete der Medicin, Chirurgie und Pharmacie. Band 4, 1836, S. 60–61.

## Würdigung
Die Kieler Hebammenschule und eine Straße, die heute zum Klinikgelände gehört, wurden nach Gustav Adolph Michaelis benannt. Die Michaelissche Raute trägt seinen Namen.
Goethe hat sich, wie aus seinem Tagebucheintrag vom 21. Oktober 1830 hervorgeht, durch die Erklärung des Meeresleuchtens durch Gustav Adolph Michaelis im Jahre 1830 an der Arbeit zur Meeresgötterszene im Faust beeinflussen lassen.